# Lucius Maelius Thamyrus
Lucius Maelius Thamyrus war ein antiker römischer Unternehmer, der in der römischen Kaiserzeit in Rom tätig war.
Lucius Maelius Thamyrus ist heute nur noch von seiner Grabinschrift bekannt, die in Rom gefunden wurde. In dieser wird er als Freigelassener eines Lucius Maelius Aniensis Flaccus und als vascularius bezeichnet, was sowohl die Produzenten von zumeist Metallgefäßen (Toreuten) als auch die Händler solcher Gefäße meinen kann. Ob Thamyrus, wenn die Deutung als Produzent stimmt, Besitzer der Werkstatt war oder selbst aktiv bei der Arbeit mitwirkte, kann nicht gesagt werden. Er wäre einer von nur knapp über 30 inschriftlich-namentlich belegten antiken Toreuten. Ihm zuweisbare Werke sind nicht überliefert, was auch in einem solchen Fall eine Deutung als Händler oder Hersteller stark erleichtern würde. Thamyrus war mit Durdena Publia Cytheris verheiratet, möglicherweise einer Tochter oder Freigelassenen von Publius Durdenus […]. Sein Sohn war Schreiber von Beruf und erlangte die angesehene Stellung eines scriba aedilicius und scriba quaestorius, arbeitete also für Magistrate der Stadt. Zudem werden Freigelassene des Maelius Thamyrus erwähnt. Beide Umstände sprechen dafür, dass er es zu einem nennenswerten Wohlstand gebracht hatte. Eine genauere Datierung als in die römische Kaiserzeit ist nicht möglich, wahrscheinlich ist aber das 1. Jahrhundert. Die (aufgelöste) Inschrift lautet:

## Einzelbelege
1. ↑  CIL 6, 1818
2. ↑  abgesehen von Signaturstempeln auf toreutischen Erzeugnissen

| Personendaten    | Personendaten                              |
| ---------------- | ------------------------------------------ |
| NAME             | Maelius Thamyrus, Lucius                   |
| ALTERNATIVNAMEN  | Thamyrus, Lucius Maelius                   |
| KURZBESCHREIBUNG | antiker römischer Toreut oder Händler      |
| GEBURTSDATUM     | 1. Jahrhundert v. Chr. oder 1. Jahrhundert |
| STERBEDATUM      | 1. Jahrhundert oder 2. Jahrhundert         |